# Локарно (футбольний клуб)
«Локарно» (фр. Football Club Locarno) — швейцарський футбольний клуб з однойменного міста, заснований у 1906 році. Домашні матчі приймає на стадіоні «Стадіо дель Лідо». Всього у вищому дивізіоні країни провів 13 сезонів (1930–31, 1933–36, 1945–53 та 1986–87).

## Історія

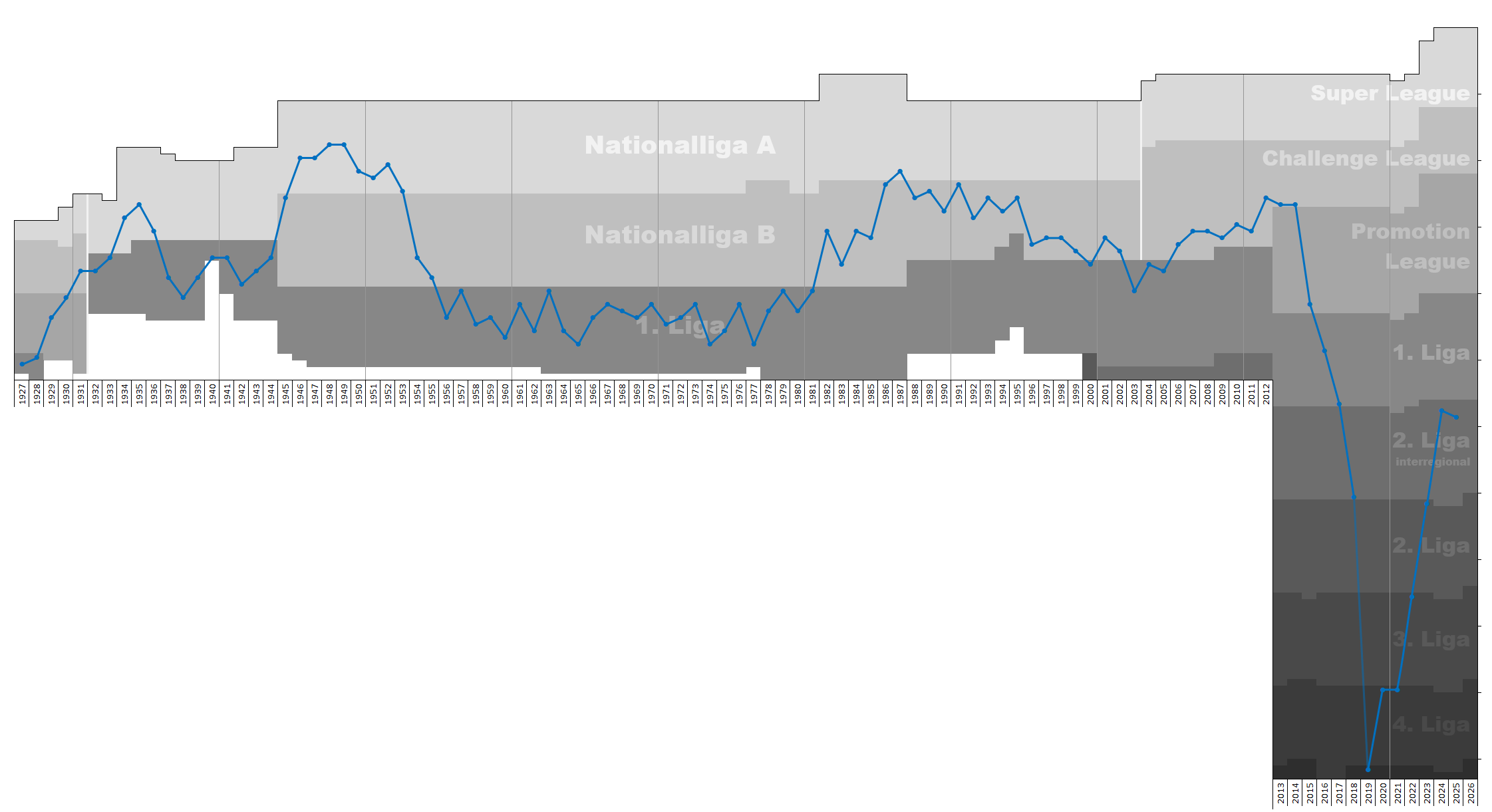
Статистика виступів клубу у чемпіонатах Швейцарії.

Клуб був заснований 1906 року. Дебютував у вищому дивізіоні Швейцарії у сезоні 1930/31, але зайняв 8-ме місце у своїй групі і покинув вищий дивізіон. Після дворічної перерви клуб повернувся до швейцарської вищої ліги за три сезони в 1933 році.
Третій раз у елітний дивізіон команда пробилась у 1945 році і виступала там найдовше, аж до 1953 року. У цей період «Локарно» досягло найбільших успіхів у своїй історії, дійшовши до фіналу Кубка Швейцарії, програвши клубу «Ла-Шо-де-Фон» 2:3. У 1955 році клуб вилетів і з другого дивізіону, після чого більше чверті століття грав у третій за рівнем лізі.
У 1981 році клуб повернувся до другого дивізіону, а в 1986 році і до швейцарської Суперліги. Перебування в еліті тривало лише сезон і клуб, зайнявши 15-те місце, покинув елітний дивізіон. З 1987 року «Локарно» тривалий час грав у Челлендж-лізі, другому за рівнем дивізіоні країни (з річною перервою в сезоні 1999/00, коли грав у третій лізі). У 2013 році команда зайняла останнє 10-е місце в Челлендж-лізі і опустилася до третього дивізіону — 1 ліги Промоушен. В наступні роки клуб через фінансові проблеми тричі понижався у класі і у 2018 році оголосив про банкрутство.

## Виступи у вищому дивізіоні Швейцарії
| Сезон   | Місце           |
| ------- | --------------- |
| 1930-31 | 8 (група Захід) |
| 1933-34 | 11              |
| 1934-35 | 9               |
| 1935-36 | 13              |
| 1945-46 | 9               |
| 1946-47 | 9               |
| 1947-48 | 7               |
| 1948-49 | 7               |
| 1949-50 | 11              |
| 1950-51 | 12              |
| 1951-52 | 10              |
| 1952-53 | 14              |
| 1986-87 | 15              |